# اچ‌ام‌اس آندرومدا (۱۸۹۷)
اچ‌ام‌اس آندرومدا (۱۸۹۷) (به انگلیسی: HMS Andromeda (1897)) یک کشتی بود. این کشتی در سال ۱۸۹۸ ساخته شد.